# Francisco Manuel da Silva
Francisco Manuel da Silva (Rio de Janeiro, 21 de febrer de 1795 - 18 de desembre de 1865) fou un compositor i professor de música brasiler.
Fou deixeble de Portugal i de Neukom. Va pertànyer a la banda de la Reial Cambra i fundà algunes institucions de caràcter benèfic per a músics malalts o invàlids: va compondre els himnes de la Independència, de la Coronació de Pere II; del baptisme del príncep Alfons; de la Guerra, escrit en ocasió del guerra del Paraguai.
A més també se li deuen:
- un Te Deum, dedicat al príncep Pere,
- Maitines de Sant Francesc de Paula.

Així mateix publicà: Compendio de música que a S. M. o sennor D. Pedro Il oferede para uso do Collegio de Pedro II (Rio de Janeiro, 1838),
- Compendio de Principios elementares de música para uso do conservatorio,
- Compendio preliminar de música, offerecido as dilettantis do pais.